# Dicranomyia (Dicranomyia) bilobula
Dicranomyia (Dicranomyia) bilobula is een tweevleugelige uit de familie steltmuggen (Limoniidae). De soort komt voor in het Afrotropisch gebied.